# Gaston Bazille
Pour les articles homonymes, voir Bazille.
Jean François Gaston Bazille, né le 21 septembre 1819 à Montpellier et mort le 28 avril 1894 dans cette ville, est un avocat, viticulteur et homme politique français. Il est sénateur de l'Hérault de 1879 à 1888.

## Biographie
Les ancêtres de la famille Bazille sont une lignée continue d'artisans. Vers 1850, le maître serrurier Étienne Bazille en est le plus connu. Plusieurs maîtres arquebusiers, dont David Bazille qui travailla pour le roi, ont illustré les générations suivantes. Durant le XVIIIe siècle, la famille, membre de la Haute société protestante, acquit la réputation et la fortune en tant que maître orfèvre parmi les anciennes spécialités de la ville de Montpellier,.
Gaston Bazille naît le 21 septembre 1819 dans la demeure familiale située dans la « rue des Trésoriers de France » à Montpellier. Il est le cadet d'une famille dont le père : Jean Jacques Ernest Bazille (1783-1835) est négociant et sa mère : Jeanne-Laure Tandon (1786-1835) est la fille d'un négociant de la ville. De huit ans son aîné, son frère Marc Antoine Jules Bazille (1811-1872) exerce le métier de négociant. Le 4 décembre 1837, il épouse Jeanne Delphine Cazalis (1817-1899).
Il est avocat et viticulteur, président de la société d'agriculture de l'Hérault et membre du conseil supérieur de l'agriculture et de la société nationale d'agriculture. Il participe avec Félix Sahut et Jules Émile Planchon à la découverte du phylloxéra le 15 juillet 1868,. Il contribue à la reconstitution, par des cépages américains, du vignoble français, détruit par le phylloxéra.
Il est sénateur de l'Hérault de 1879 à 1888, siégeant à gauche. Il est l'auteur d'un rapport sur les constructions du temple protestant de Montpellier et des églises catholiques de la ville.
Il est le père du peintre Frédéric Bazille.
Il meurt le 28 avril 1894 à Montpellier et est enterré auprès de son fils, au cimetière protestant de Montpellier.

## Distinctions
- 1875 :  Officier de la Légion d'honneur[8].

## Publications
- Concours pour l'amélioration de la race ovine : Rapport de la Commission chargée d'examiner dans l'arrondissement de Saint-Pons les troupeaux présentés au concours ouvert en 1866 par la Société d'agriculture de l'Hérault, Montpellier, impr. de P. Grollier, 1866, 35 p., in-8° (BNF 30070792)
- Études sur le phylloxéra, Montpellier, impr. de P. Grollier, 1872, 7 p., in-8° (BNF 30070793)
- Les nuages artificiels contre la gelée des vignes, Bar-le-Duc, impr. de Comte-Jacquet, 1873, in-8° (BNF 31779463)
- Circulaire annonçant la réunion d'un congrès viticole à Montpellier, Montpellier, impr. de Grollier, 1878, 3 p., in-4° (BNF 30070791)
- Exposé fait le 6 septembre 1878 dans la dernière séance du congrès tenu à Montpellier pour l'étude de la vigne américaine : Reconstitution des vignobles du Midi par le sulfure de carbone ou la plantation des cépages américains, Montpellier, impr. de Grollier, 1878, 22 p., in-8° (BNF 30070795)
- Exposé de la question du phylloxéra, fait à Paris par M. Gaston Bazille, à la section de viticulture de la Société des agriculteurs de France, le 14 juin 1878  (Extrait de la Vigne américaine), Vienne, impr. de E.-J. Savigné, 1878, 16 p., in-8° (BNF 30070794)
- Sénat (Discours au Sénat. Séance du 16 décembre 1879), Ministère de l'agriculture Canaux dérivés du Rhône. Discussion et adoption du projet de loi relatif au canal dérivé du Rhône, Paris, impr. du Journal officiel, grand in-8° (BNF 34064481)
- Ministère de l'agriculture et du commerce (1869-1881) (Discours prononcé au Sénat. Séance du 16 décembre 1879), Canaux dérivés du Rhône, Paris, impr. du Journal officiel, 3 p., grand in-8° (BNF 30070797)
- Sénat (Discours prononcé au Sénat. Séance du 20 juillet 1882), Discussion du projet de loi relatif aux canaux dérivés du Rhône, Paris, impr. du Journal officiel, 1882, in-8° (BNF 36471433)
- Discours prononcé par M. Gaston Bazille… Séance du 20 juillet 1882 : Discussion du projet de loi relatif aux canaux dérivés du Rhône, Paris, impr. du "Journal officiel", 1882, 24 p., in-16° (BNF 30070805)
- Sénat (Discours prononcé au Sénat. Séance du 28 juillet 1884), Discussion de la proposition de loi sur les sucres, Paris, impr. du Journal officiel, 1884, in-8° (BNF 36471473)
- Discours prononcé par Gaston Bazille : Discussion de la proposition de loi sur les sucres  (Séance du 28 juillet 1884), Paris, impr. du Journal officiel, 1884, 15 p., in-16° (BNF 30070807)